# 平方度
平方度（へいほうど、en:square degree）は、立体角の非SI単位である。1 平方度は、一辺を 1 度（度数法による）とする正方形と同じ面積を持つ球面を切り取る立体角である。平方度の単位記号は、deg2 がよく使われる。
1 deg2 = {\displaystyle \left({\frac {2\pi }{360}}\right)^{2}={\frac {\pi ^{2}}{32\ 400}}}
≒ 0.000 304 617 419 79 sr = 0.304 617 419 79 msr
である（sr はステラジアン、msr はミリステラジアン）。逆に、
1 sr = 約3282.806 350 012 deg2
である。

## 使用
星座などの大きさを表すために用いられることが多い。しかし、国際単位系でも日本の計量法でも、平方度を認めていない。立体角のSI単位（SI組立単位）及び計量法上の法定計量単位は、ステラジアン（単位記号は、sr）だけである。
球面全体（または天球全体）の立体角は 4π sr ≈ 12.566 370 614 sr ≈ 約41 252.961 249 deg2である。

すなわち、地球でイメージすると、緯度1度分の子午線弧（およそ111km）を一辺とする正方形をおよそ41253枚集めたのと同じ面積で地球表面全体を覆い尽くせることを表している。

### 天文における例
- 満月の視直径は、約0.5度[2]であるので、満月がカバーする立体角は、約0.2 deg2である[3]。
- 最も大きな面積を持つ星座はうみへび座で、1302.844 deg2である[4]。これは、全天の約 1/32 を占める。
- かつて存在したアルゴ座は、1922年に国際天文学連合が現在の88星座を定めた際にとも座・ほ座・りゅうこつ座の3つに分割された[5]。これら3星座の現在の面積を合計すると1667.267 deg2となる[4]。